# Out of Time (film)
Out of Time är en amerikansk thriller från 2003 i regi av Carl Franklin med Denzel Washington och Eva Mendes i huvudrollerna. Filmen hade Sverigepremiär den 26 mars 2004.

## Handling
Matt är nöjd med sitt liv som polischef i den lilla Floridastaden Banyan Key. Men helt utan förvarning slås hans lugna liv en dag i spillror och allt han trott och litat på visar sig vara lögn. En mordbrand skakar om det lilla samhället och Matt satsar allt på att lösa mordet. Men allt eftersom utredningen fortskrider byggs en indiciekedja upp som utpekar Matt som den skyldige till branden och mordet och nu börjar han en mardrömslik jakt på nya bevis som kan rentvå honom.

## Produktion
Filmen är inspelad på fler olika ställen i Florida, bland annat Miami, Boca Grande och Cortez.

## Rollista (i urval)
| Skådespelare      | Roll                  |
| ----------------- | --------------------- |
| Denzel Washington | Matthias Lee Whitlock |
| Eva Mendes        | Alex Diaz-Whitlock    |
| Sanaa Lathan      | Ann Merai Harrison    |
| Dean Cain         | Chris Harrison        |
| John Billingsley  | Chae                  |
| Robert Baker      | Tony Dalton           |
| Alex Carter       | Paul Cabot            |